# Lista de episódios de Blue Exorcist
Os episódios da série de anime Blue Exorcist são baseados na série de mangá de mesmo nome, escrito e ilustrado por Kazue Kato. Eles são dirigidos por Tensai Okamura e produzido por A-1 Pictures. A série segue sobre um adolescente chamado Rin Okumura que descobre que é filho de Satanás e está determinado a se tornar um exorcista, a fim de derrotá-lo depois da morte de seu tutor, o Padre Fujimoto.
A série estreou na televisão MBS e TBS em 17 de abril de 2011, encerrando no dia 1 de outubro de 2011, contando 25 episódios. A série foi originalmente programada para começar a ser exibida em 10 abril de 2011, entretanto, devido ao desastre natural em 11 de março de 2011 o anime teve que ser adiado por ordem da autora.

## Lista de episódios
| N.º | Título em português Título original                                                                                | Exibição original      |
| --- | --- | ---------------------- |
| 1 | "Demônios Vivem na Alma Humana" Transliteração: "Akuma wa Hito no Kokoro ni Sumu" (em japonês: 悪魔は人の心に棲む) | 17 de Abril de 2011    |
| Rin Okumura é um adolescente com um dom natural de se meter em apuros. Apesar disso, ele tenta o seu melhor para satisfazer as expectativas de seu irmão gêmeo Yukio e Shiro Priest Fujimoto, que atua como seu guardião, até que ele finalmente descobre sobre o segredo por trás de sua origem. | |                        |
| 2 | "Portão de Gehenna" Transliteração: "Gehena Gēto" (em japonês: 虚無界の門)                                         | 24 de Abril de 2011    |
| Fujimoto e seus companheiros tentam o seu melhor para proteger Rin dos demônios que estão atrás dele, mas Fujimoto acaba sendo possuído por Satanás, o mais poderoso dos demônios e pai de Rin. Vendo seu tutor tirar a própria vida para protegê-lo, Rin decide lutar, revelando seus poderes demoníacos, mesmo sabendo que com isso ele não vai ser capaz de viver como um ser humano mais | |                        |
| 3 | "Irmãos" Transliteração: "Ani to Otōto" (em japonês: 兄と弟)                                                       | 1 de Maio de 2011      |
| Como parte de seu treinamento para se tornar um exorcista, Rin se matricula na Academia de Vera Cruz. Em seu primeiro dia de aula, Rin fica chocado ao saber que seu irmão gêmeo Yukio já é um Exorcista e será um de seus professores | |                        |
| 4 | "O Jardim Amahara" Transliteração: "Amahara no Niwa" (em japonês: 天空の庭)                                        | 8 de Maio de 2011      |
| Shiemi e Rin se conhecem. | |                        |
| 5 | "Criança do Templo Amaldiçoado" Transliteração: "Tatari-dera no Ko" (em japonês: 祟り寺の子)                       | 15 de Maio de 2011     |
| Bon começa a contar sobre seu passado. | |                        |
| 6 | "O Fantasma da Cozinha" Transliteração: "Maboroshi no Ryōrinin" (em japonês: まぼろしの料理人)                     | 22 de Maio de 2011     |
| Rin e Yukio descobrem que Ukobach, um cozinheiro familiar (nomeado pelo Pheles Mephisto para ajudá-los), é responsável pelas refeições que são preparadas para os dois a cada dia. Eles também aprendem como Ukobach pode ser perigoso quando alguém desrespeita sua cozinha. | |                        |
| 7 | "Rebanho de Tarambolas" Transliteração: "Tomochidori" (em japonês: 友千鳥)                                         | 29 de Maio de 2011     |
| Ansiosa para fazer novas amizades, Shiemi pede para sua colega Izumo Kamiki ser sua amiga e ela finge concordar, mas logo Rin percebe que Izumo está apenas aproveitando da bondade Shiemi. Mais tarde, os estudantes estão reunidos no antigo dormitório para participar do exame de Exwire, onde um ghoul ataca Izumo e sua amiga Paku de surpresa e cabe a Rin e Shiemi protegê-los. | |                        |
| 8 | "Um Certo Homem Estava Doente" Transliteração: "Koko ni Yameru Mono Ari" (em japonês: 此に病める者あり)            | 5 de Junho de 2011     |
| Ainda perturbada depois de sua amiga Paku decide deixar as aulas de Exorcismo, Kamiki se envolve em uma briga com Bon e no final a classe inteira é punida por Yukio. Logo após Yukio os deixa para ir a uma missão, os estudantes são atacados e acuados pelo mesmo ghoul de ontem. Ao tentar ajudar os outros, Rin descobre que o monstro foi enviado por Igor Neigauz, um de seus professores que queria confirmar que ele é o filho de Satanás. | |                        |
| 9 | "Memórias" Transliteração: "Omoide" (em japonês: おもひで)                                                         | 12 de Junho de 2011    |
| Mephisto Pheles revela aos alunos que o ataque do ghoul era realmente parte do exame Exwire e como eles lidavam com a ameaça contará como parte de sua avaliação. Yukio confronta Neigauz sobre suas razões para forçar Rin a usar seus poderes demoníacos durante o exame e ele afirma que tudo o que ele fez foi sob as ordens de Mephisto. No entanto, não é preciso muito para Yukio perceber as reais intenções Neigauz. | |                        |
| 10 | "Gato Preto" Transliteração: "Ketto Sī" (em japonês: 黒猫)                                                         | 19 de Junho de 2011    |
| Um familiar de Padre Shiro, Kuro, enlouquece depois de ouvir que seu mestre morreu. Yukio é convocado para lidar com isso e leva Rin junto com ele, apesar de suas objeções. Em confronto com o familiar, Rin ouve os gritos de tristeza de Kuro quando ele se recusa a acreditar seu mestre está morto e decide enfrentá-lo por si mesmo, buscando acalmá-lo, ao invés de feri-lo. A partir daí, Kuro passa a ser um familiar de Rin. | |                        |
| 11 | "Demônio das Profundezas" Transliteração: "Shinkai no Akuma" (em japonês: 深海の悪魔)                              | 26 de Junho de 2011    |
| Rin e seus colegas Izumo e Shima são enviados para sua primeira missão como Exwires a uma cidade da costa que está aflita pela presença de um Kraken. Izumo se depara com um menino cujo pai partiu para enfrentar o Kraken seis meses antes e ainda não retornou. O rapaz planeja promulgar sua vingança contra a criatura, pois acredita que ele matou seu pai, mas ele e os Exwires descobrem o que realmente aconteceu quando se deparam com ele, para sua surpresa. | |                        |
| 12 | "Um Jogo de Trocas" Transliteração: "Onigokko" (em japonês: 鬼事)                                                  | 3 de Julho de 2011     |
| Os Exwires têm a tarefa de vigiar o fantasma de uma criança que está assombrando o parque de diversões de Mephisto Pheles. Rin e Shiemi conseguem encontrar o primeiro fantasma, mas Shiemi acaba por persegui-lo por si mesma, enquanto Amaimon, uma demônio maior e um outro filho de Satanás, rouba a espada Rin. Rin utiliza suas forças para lutar com ele. Enquanto isso, outro exorcista trata de defendê-lo, e ela se revela como uma velha amiga do pai de Rin. | |                        |
| 13 | "Prova!" Transliteração: "Shōko!" (em japonês: 証拠！)                                                             | 10 de Julho de 2011    |
| Kirigakure Shura, uma exorcista de primeira classe alta e ex-aprendiz do Padre Shiro, estava agindo como um dos colegas de Rin e foi encarregada de investigar a sua ligação com Satanás. Com ordens para matá-lo se fosse provado verdadeiramente, ela fica dividida entre cumprir suas obrigações e na sequência do pedido de Shiro para cuidar de Rin em seu lugar se algo acontecer a ele. Suas dúvidas são apagadas quando ela confronta Rin e descobre que Shiro estava criando um filho ao invés de uma arma. | |                        |
| 14 | "Um Acampamento Divertido" Transliteração: "Tanoshii Kyanpu" (em japonês: 楽しいキャンプ)                          | 17 de Julho de 2011    |
| O primeiro semestre terminou, sinalizando o início das férias de verão para os estudantes da Academia Vera Cruz. Mas não há descanso à vista para Rin e os outros Exwires: primeiro eles devem participar de um teste de 3 dias para prepará-los para o combate real, sob o disfarce de um acampamento na floresta. | |                        |
| 15 | "Ato de Gentileza" Transliteração: "Yasashii Koto" (em japonês: やさしい事)                                        | 24 de Julho de 2011    |
| Rin e seus colegas saem bem sucedidos da tarefa dada por seus professores, mas o acampamento é atacado por Amaimon, que detém Shiemi como refém para forçar Rin a lutar. E este não tem outra opção senão ir com força total contra Amaimon,e é forçado a revelar o seu segredo, expondo sua verdadeira forma na frente de seus amigos. Com o Exwires outros fugindo espantado depois de saber a verdade sobre ele, Rin facilmente derrota Amaimon, mas perde o controle de suas chamas e fica furioso. A Espada Demoniaca Kurikara acaba rachando no processo. | |                        |
| 16 | "Aposta" Transliteração: "Kake" (em japonês: 賭け)                                                                 | 31 de Julho de 2011    |
| Shiemi consegue acalmar Rin, que é capturado por Arthur Augusth Angel, o paladino atual, e levado para a sede da Ordem Vera Cruz, no Vaticano, juntamente Shura e Mephisto Pheles. Enquanto isso, os colegas de Rin se surpreendem quando Yukio lhes revela que ele e seu irmão são filhos de Satanás, mas oferecem a sua ajuda independentemente, e dirigiram-se para Kyoto procurando o descendente do ferreiro que forjou a Kurikara. Perante o escalão superior da Ordem, o "Grigori", Mephisto afirma que sua razão para manter Rin vivo é para enfrentar Satanás, e quando ele está tentando convencê-los a concordar com seu plano, Amaimon enfurecido invade o julgamento, ansioso para enfrentar Rin mais uma vez. | |                        |
| 17 | "Tentação" Transliteração: "Yūwaku" (em japonês: 誘惑)                                                             | 7 de Agosto de 2011    |
| Amaimon facilmente rompe todas as defesas, e chega a sala onde está sendo realizado o julgamento de Rin e Mephisto que tenta convencer Grigori a concordar com seu plano. Usando a espada demoniaca kurikara reforjada trazida por seus colegas, Rin derrota Amaimon e Grigori decide que ele tem seis meses para passar no exame de autorização de Exorcista, assim ele começa um treinamento especial para aprender a controlar suas chamas. Apesar de eles ajudaram Rin por ter sua espada de volta, alguns de seus colegas ainda tem alguns sentimentos mistos sobre ele depois de saber de sua ligação com Satanás, o mais estranho deles sendo Konekomaru, que é abordado por uma presença obscura atraída por seu medo. | |                        |
| 18 | "Portão" Transliteração: "Gufū" (em japonês: 颶風)                                                                 | 14 de Agosto de 2011   |
| Rin e Kamiki são atacados por um inimigo desconhecido e Mephisto Pheles ordena aos Exwires que verifiquem as barreiras protegendo a escola à procura de qualquer violação. O inimigo é revelado como sendo um demônio que se aproveitou dos temores de Konekomaru para se infiltrar na Academia. Enquanto isso, Shura localiza uma porta escondida levando a um laboratório suspeito abandonado. Quando o coração de Konekomaru sucumbe ao demônio, seus amigos correm para ajudá-lo, e Rin consegue matar o monstro e salvar a sua vida. Com vergonha por causar tantos problemas, Konekomaru decide deixar a casa da Academia e ir embora, mas Rin e o resto de seus amigos o alcançam antes que ele se afaste e o convencem a ficar. | |                        |
| 19 | "Um Dia Comum" Transliteração: "Nandemonai Hi" (em japonês: なんでもない日)                                        | 21 de Agosto de 2011   |
| Os Exwires descobrem que o aniversário de Kamiki está chegando e eles decidem fazer uma festa surpresa para ela. Apesar de todos os seus esforços para tornar a festa um segredo, Kamiki acaba descobrindo a verdade e afirma que a festa também deve ser dedicada a todos aqueles cujo aniversário já passou. No final, a festa se torna uma celebração à amizade de todos. | |                        |
| 20 | "Máscara" Transliteração: "Kamen" (em japonês: 假面)                                                               | 28 de Agosto de 2011   |
| Rin e Yukio descobrem que seus amigos do mosteiro, onde foram criados foram atacados por um indivíduo mascarado que cobriu os corpos deles inteiros com uma teia de aranha aparentemente indestrutível. Ao perseguir o culpado, cujo objetivo é atacar qualquer um relacionado com o filho de Satanás para fazê-lo sofrer, Yukio tropeça em Neigauz que foge sem explicações. Apesar de ter sua espada selada pela rede, Rin insiste em ir atrás do mascarado, mas é detido por Yukio e Shura, até que ele fica sabendo que seus amigos, Suguro, Renzo e Konekomaru estão sendo atacados e também corre para ajudá-los. Antes de ser capaz de intervir, Mephisto Pheles é levado pelos representantes da Ordem elevada que suspeitam dele dirigir a investigação biológica não autorizada. Através da gestão para controlar suas chamas corretamente, Rin derrota o atacante, que foge graças a Neigauz, que revela que ela seja sua esposa, e com segurança libera seus amigos. | |                        |
| 21 | "O Jardim Secreto" Transliteração: "Himitsu no Hanazono" (em japonês: 秘密の花園)                                  | 4 de Setembro de 2011  |
| Shiemi na Loja Exorcista encontra uma mulher deitada inconsciente em seu jardim. Enquanto isso, Yukio conhece Ernst Frederik Egin, que alega ser seu avô, e revela a verdade sobre sua mãe que foi queimada viva pelo Vaticano que proclamou que ela era uma bruxa. Ele revela a Yukio um Laboratório de armas anti-demônios e convida Yukio a se juntar a ele agora que Shiro está morto e Mephisto foi preso. Professor Neigauz está sendo interrogado na Grande Cela da Academia por Shura, onde ele diz a todos (incluindo Rin) que sua esposa, (O Homem Macarado) Michelle, nada mais é que um cadáver com um demônio em seu corpo, com a intenção de matar Satan, mas ela não foi ressuscitada por ele. Rin descobre a mulher no jardim é a esposa Neigauz, mas Shiemi o impede de matá-la. O Paladino Angel aparece no jardim para matar o demônio, mas confronta Rin. Mais tarde, Michelle morre para proteger Rin da Ordem. | |                        |
| 22 | "Caçada de Demônios" Transliteração: "Akuma-Gari" (em japonês: 悪魔狩り)                                           | 11 de Setembro de 2011 |
| Ernst toma posse como novo líder da Vera Cruz e nomeia Yukio como o novo Paladino. Armado com armas especiais que drenam o sangue dos demônios mortos com eles, os exorcistas participar de uma cruzada generalizada para apagar todos os demônios de Assiah. Rin e seus amigos começam a questionar por que a ordem decidiu tomar medidas tão extremas, mas Yukio está determinado a cumprir sua tarefa como Ernst afirma que tudo é parte de seu plano para destruir Gehenna, e com o mundo Demônio vencido, tanto ele quanto sua irmão se tornariam completamente humanos novamente. No entanto, o objetivo real de Ernst é revelado quando ele usa o sangue de Rin para trazer Satanás para o mundo humano, usando o corpo de Yukio como um receptáculo. | |                        |
| 23 | "Verdade" Transliteração: "Shinjitsu" (em japonês: 真実)                                                           | 18 de Setembro de 2011 |
| O Plano de Ernst dá completamente errado quando Satanás aparece e conta toda a verdade pra Yukio, sobre o seu nascimento e o de Rin, antes de possuir o seu corpo. | |                        |
| 24 | "A Marca de Satanás" Transliteração: "Majin no Rakuin" (em japonês: 魔神の落胤)                                    | 25 de Setembro de 2011 |
| Rin e seus companheiros conseguiram fugir de Satanás, que começa a destruir a Academia Seijuuji, com suas chamas. Sabendo que Satanás ainda está ao lado do Portão porque Rin tem o poder de destruí-lo, Shura aparece com um plano para distraí-lo para dar a Rin uma abertura para fazê-lo, enquanto os outros alunos ajudar a evacuar a escola. Seu plano falha quando Shiemi intervém tentando dissuadir Yukio sem sucesso, mas Rin consegue fazer seu irmão recuperar a consciência e expulsar Satanás de seu corpo. No entanto, o portão está cada vez mais forte e não vai demorar muito para Gehenna e Assiah se fundem em um único reino. | |                        |
| 25 | "Pare o Tempo" Transliteração: "Toki yo Tomare" (em japonês: 時よ止まれ)                                           | 2 de Outubro de 2011   |
| Rin, Yukio, Shura e Arthur unem forças para derrubar o portão Gehenna sem sucesso. Enquanto isso, os demônios continuam vindo através dele e dando dificuldade, até que os Exorcistas Exwires vêm com um plano para abrir um portão ao Vaticano, onde já está o dia, e refletem a luz do sol lá para a Academia onde é noite para enfraquecer os demônios que protegem o Portão de Gehenna. Rin e Yukio conseguem aproveitar essas oportunidades e quando ambos desbloqueam seus poderes demoníacos juntos, eles voam pelo portão e o destroem. Um mês depois, as coisas voltam ao normal na Academia e os gêmeos Okumura voltam para a caverna onde eles nasceram e fazem uma visita ao túmulo de sua mãe. Depois de visitar túmulo de sua mãe, eles encontram um "espírito mau" em uma rodovia. Rin aparece na estrada da caverna com Kuro. O espírito maligno então ataca Rin e Yukio. Rin destrói primeiro o corpo do espírito maligno e, em seguida, o espírito assume o controle de um caminhão. Yukio dá tiros no caminhão, até Rin dizer que há alguém lá dentro. Yukio diz que é apenas um cadáver morto, mas Rin acredita que o motorista ainda está vivo e que é um trabalho Exorcista parar e ouvir os dois lados da história. Ele diz para Yukio e Shura encontrar o seu ponto fraco e avança contra o monstro. | |                        |